# Ulica gen. Karola Kniaziewicza we Wrocławiu

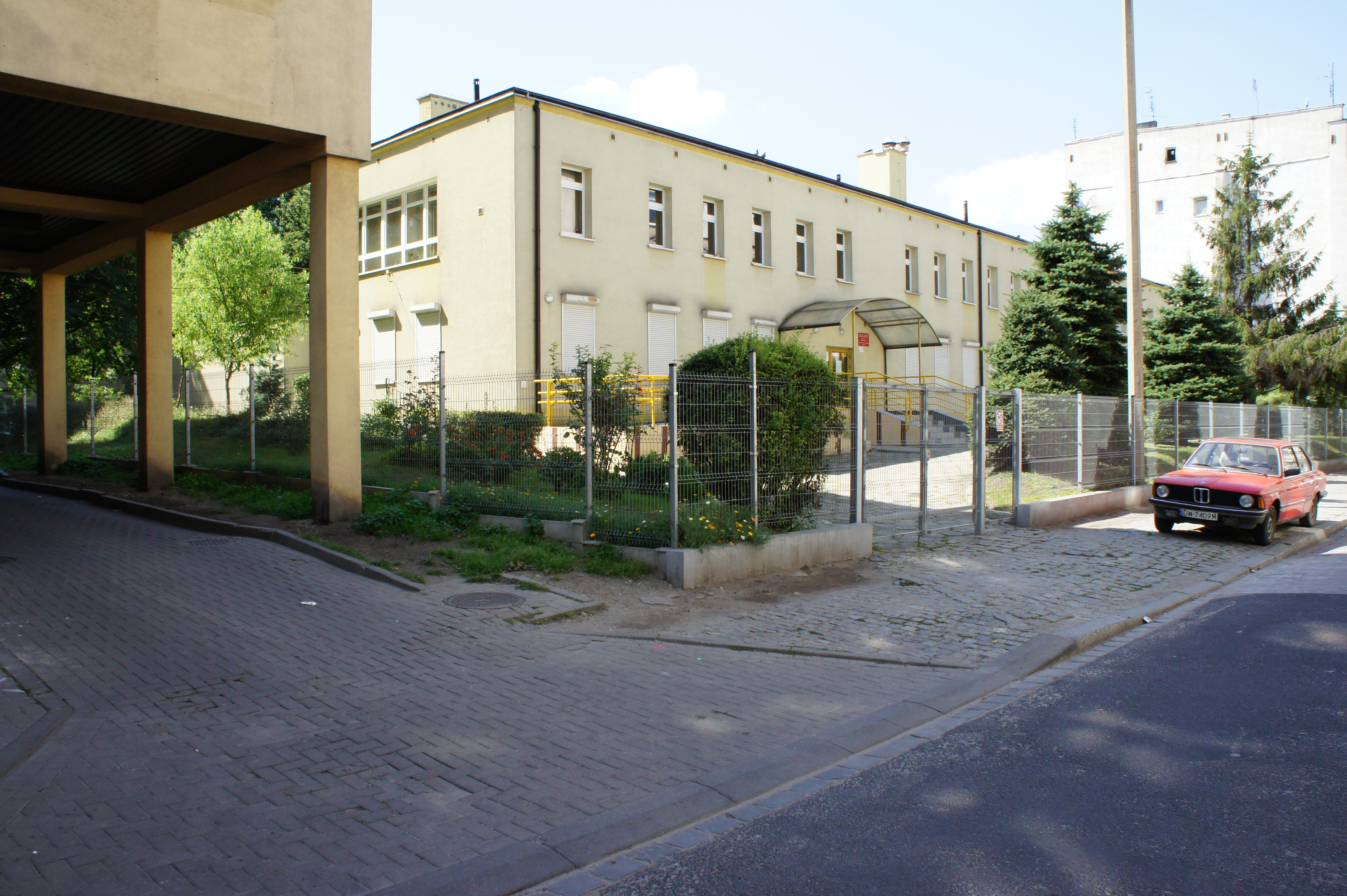
Ul. Kniaziewicza 29

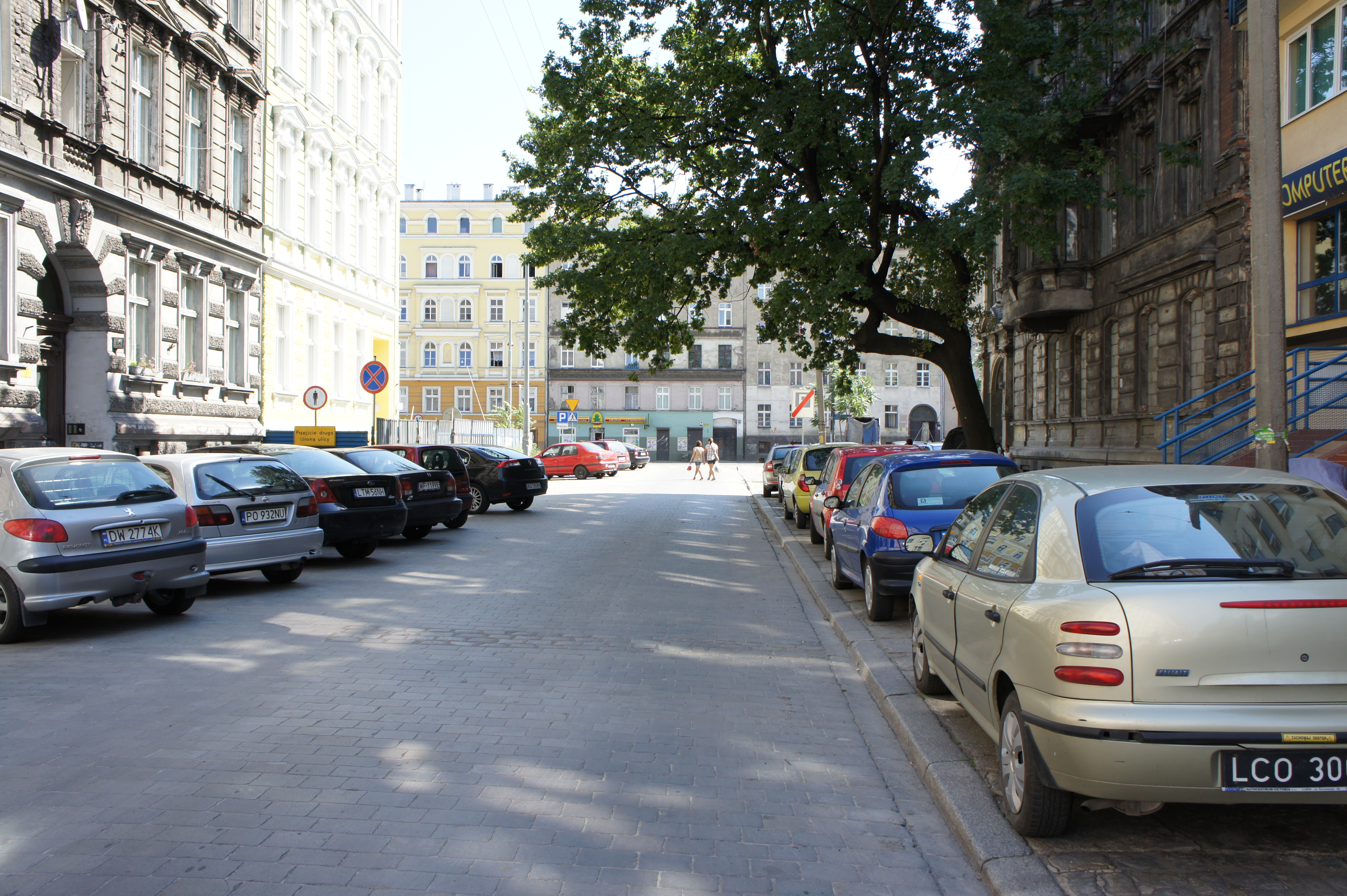
W tle ul. Pułaskiego

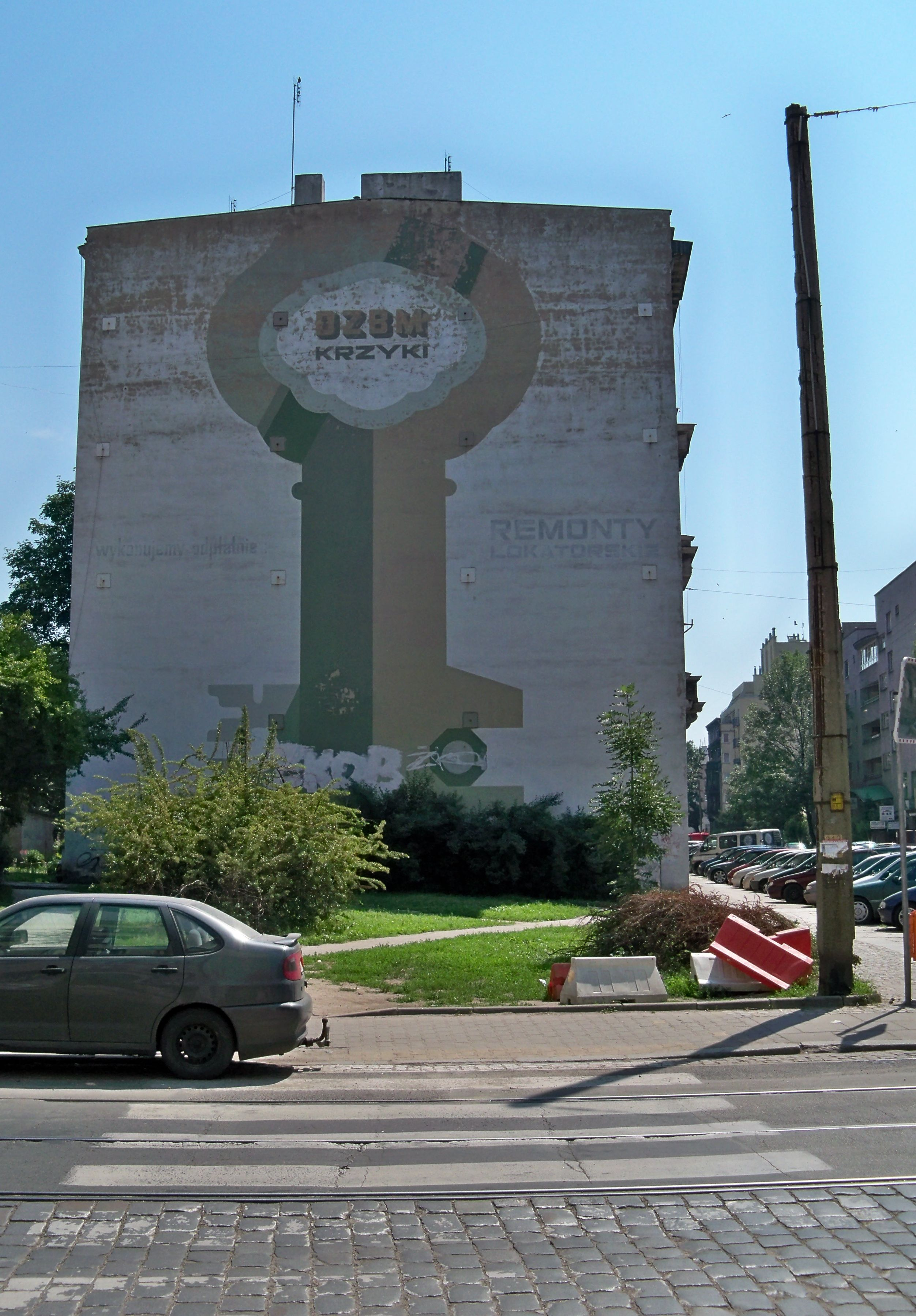
Ul. Kniaziewicza 16 (przed budową budynku)

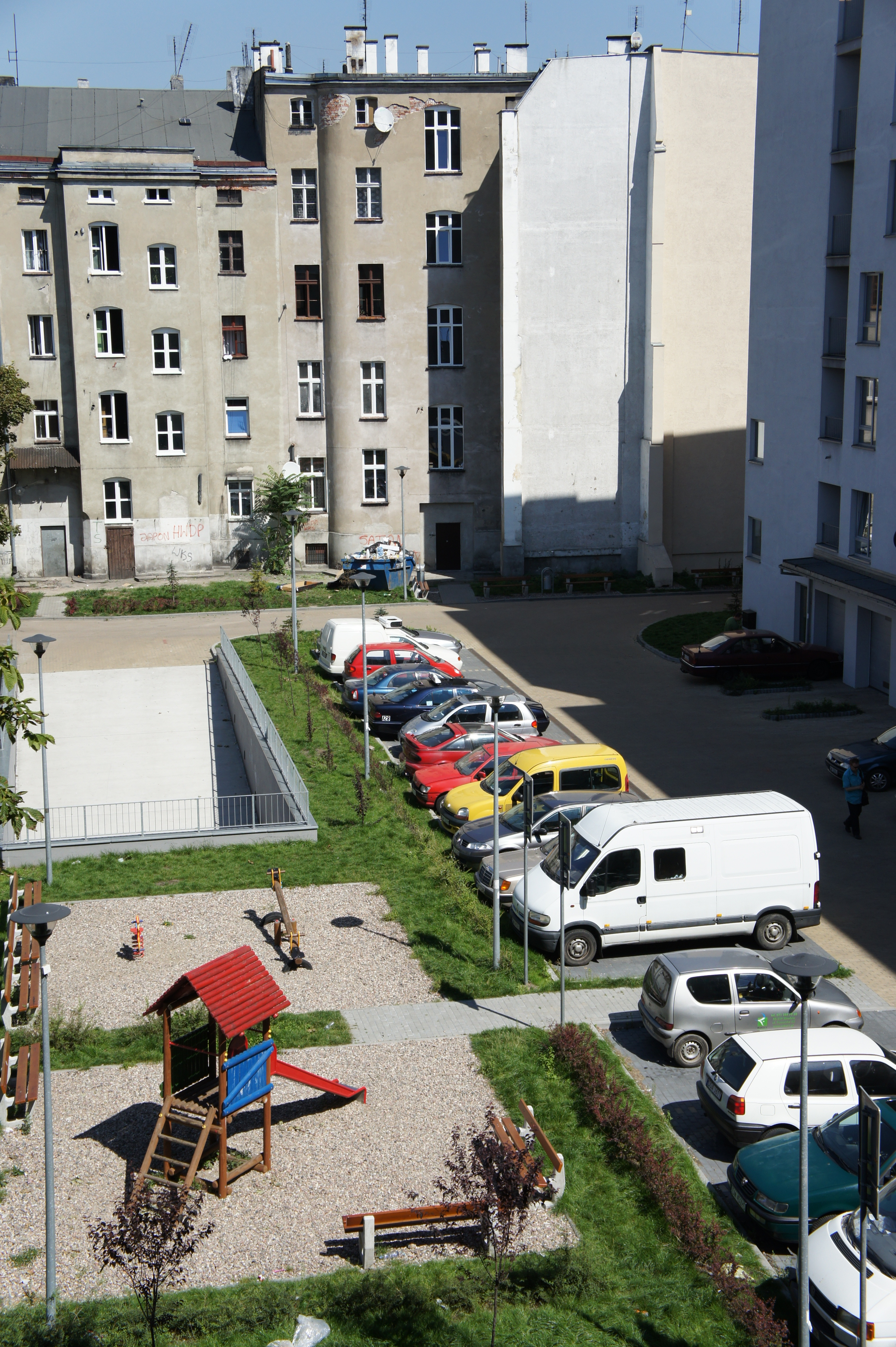
Podwórko za numerami 36-40

Ulica gen. Karola Kniaziewicza – ulica położona we Wrocławiu, łącząca ulicę Dworcową z ulicą Kazimierza Pułaskiego, przebiegająca przez osiedle Przedmieście Oławskie, a wcześniej przez dawną dzielnicę Krzyki. Ulica należy do kategorii dróg gminnych i ma 454 m długości. Przebiega przez obszar zabudowy śródmiejskiej. Teren, przez który przebiega ulica, leży na Przedmieściu Oławskim wpisanym jako obszar do rejestru zabytków. Przy ulicy znajdują się między innymi budynki wpisane do gminnej ewidencji zabytków, w tym kamienica ujęta w rejestrze zabytków.

## Historia
Ulica powstała na przedpolu fortyfikacyjnym miasta po zburzeniu w 1807 r. murów obronnych i bastionów pruskiej twierdzy Wrocław, po włączeniu w 1808 r. tego obszaru do miasta. Nastąpiła wówczas stopniowa urbanizacja tej części przedmieścia, która szczególnie przyspieszyła po zbudowaniu dworca Górnośląskiego, a następnie dworca Wrocław Główny, na południe od ulicy. Odcinek ulicy pomiędzy ulicą Dworcową a ulicą gen. Jana Henryka Dąbrowskiego istniał pierwotnie jako wiejska droga między urządzonymi w tej okolicy ogrodami. Istniała też wówczas poprzeczna do niej droga na śladzie dziesiątej ulicy gen. Jana Henryka Dąbrowskiego. W 1849 r. dwaj rzemieślnicy zbudowali przy tej drodze domy. Jeden z nich o nazwisku Palm był ślusarzem, a drugi zdunem. Wówczas to magistrat miejski postanowił nadać ulicy nazwę wywodzącą się on nazwiska ślusarza Palmstrasse. W 1869 r., przez prywatne tereny leżące na wschód od końca ulicy, przedłużono ją do obecnej postaci, tj. do ulicy gen. Kazimierza Pułaskiego. Natomiast w 1875 r. zakończono roboty związane z brukowaniem nawierzchni na całej długości dzisiejszej ulicy.
W wyniku działań wojennych prowadzonych podczas oblężenia Wrocławia w 1945 r. zniszczeniu uległa znaczna część zabudowy ulicy gen. Karola Kniaziewicza oraz powiązanych z nią ulic. Pierwsze duże zniszczenia przy ulicy miały miejsce już 7 marca 1945 r. Dwa dni później bomby lotnicze trafiły w dwa położne przy ulicy domy budowniczego Haukego. Istnieją też zapiski, że 26 marca 1945 r. hitlerowcy podpalili całe ciągi budynków przy ulicy Tadeusza Kościuszki w wyniku czego zapaliło się także osiem domów przy ulicy gen. Karola Kniaziewicza. Ponadto istnieje relacja, według której na pytanie księdza Peikarta, niemieckiego proboszcza w parafii św. Maurycego, skierowanego do żołnierza, czy zabudowa tej ulicy też ma być spalona, ten odpowiedział, że było to przeoczenie.
Jeszcze w 1970 r. wolne od zabudowy pozostawały posesje o numerach 16, 22, 25, 32-34, o 35 oraz po stronie nieparzystej u zbiegu z ulicą gen. Kazimierza Pułaskiego. W 1965 r. zbudowano pod numerem 29 żłobek zachowując wyłom w pierzejowym układzie zabudowy. Oceniano wówczas, ze ocalała stara zabudowa, wyłącznie mieszkalna, prezentowała się nieciekawie. Współcześnie wolne posesje zostały już zabudowane.
Na narożniku ulic: gen. Jana Henryka Dąbrowskiego i gen. Karola Kniaziewicza w okresie od listopada 2013 r. do stycznia 2015 r. zbudowano budynek Kniaziewicza 16. Jego koncepcję architektoniczną opracowała pracownia Pro Art Konopka z siedzibą we Wrocławiu dla inwestora, którym była firma i2 Development.
W XXI wieku przy ulicy realizowano kilka inwestycji miejskich. I tak w zakresie samej ulicy zrealizowano w 2013 r. program poprawy stanu technicznego chodników. We wnętrzu międzyblokowym Kniaziewicza-Dąbrowskiego-Komuny-Paryskiej-Pułaskiego przeprowadzono, w okresie od 10.08.2011 r. do 12.12.2016 r., inwestycję w ramach programu zagospodarowania wnętrz międzyblokowych i placów zabaw. Ponadto liczne inwestycje były przeprowadzone w ramach programu rewitalizacji wrocławskich kamienic w odniesieniu do budynków położonych w pierzejach ulicy: ulica gen. Karola Kniaziewicza 15a (lata 2019-2020), 36 (lata 2009-2019), 38 (lata 2009-2019), 39 (lata 2009-2019), 40 (lata 2008-2010), Dworcowa 8 (2010 r.).

## Nazwy
W swojej historii ulica nosiła następujące nazwy:
- Palmstrasse, do 1945 r.[8][10]
- Palmowa, od 1945 r. do 1946 r., nazwa nieoficjalna, samowolna[10]
- gen. Karola Kniaziewicza, od 1945 r.[8][10][24][25].

Pierwsza, niemiecka nazwa ulicy – Palmstrasse – pochodziła od nazwiska Richarda Palma (zmarłego około 1850-1855), ślusarza, który miał tu parcelę i zbudował jeden z pierwszych domów. Współczesna nazwa ulicy została nadana przez Zarząd Wrocławia i ogłoszona w okólniku nr 97 z 31.12.1945 r.. Upamiętnia ona Karola Ottona Kniaziewicza (urodzonego 4.05.1762 r. w Asītes (Assieten) leżącym w ówczesnej Kurlandii, zmarłego 9.05.1842 r. w Paryżu), generała dywizji Wojsk Polskich, uczestnika insurekcji kościuszkowskiej, jednego z dowódców Legionów Polskich we Włoszech, twórcę i dowódcę Legii Naddunajskiej, uczestnika kampanii napoleońskiej, a następnie działacza emigracyjnego, dyplomatę i polityka .

## Układ drogowy
Ulica łączy się z następującymi drogami publicznymi, kołowymi oraz innymi drogami (przy czym przebieg podano zgodnie z kierunkiem jazdy, jako że ulica na całej długości jest drogą jednokierunkową):
| powiązanie   | kierunki       | droga                                      | foto | opis                            |
| ------------ | -------------- | ------------------------------------------ | ---- | ------------------------------- |
| skrzyżowanie | początek jazdy | ulica Dworcowa śródmiejska                 |      | w prawo i w lewo                |
| skrzyżowanie |                | ulica Aleksandra Hercena dojazdowa         |      | na wprost                       |
| skrzyżowanie |                | ul. gen. Jana Henryka Dąbrowskiego lokalna |      | od dołu z lewej do góry w prawo |
| skrzyżowanie |                | ul. gen. Kazimierza Pułaskiego główna      |      | w lewo i w prawo                |

## Droga

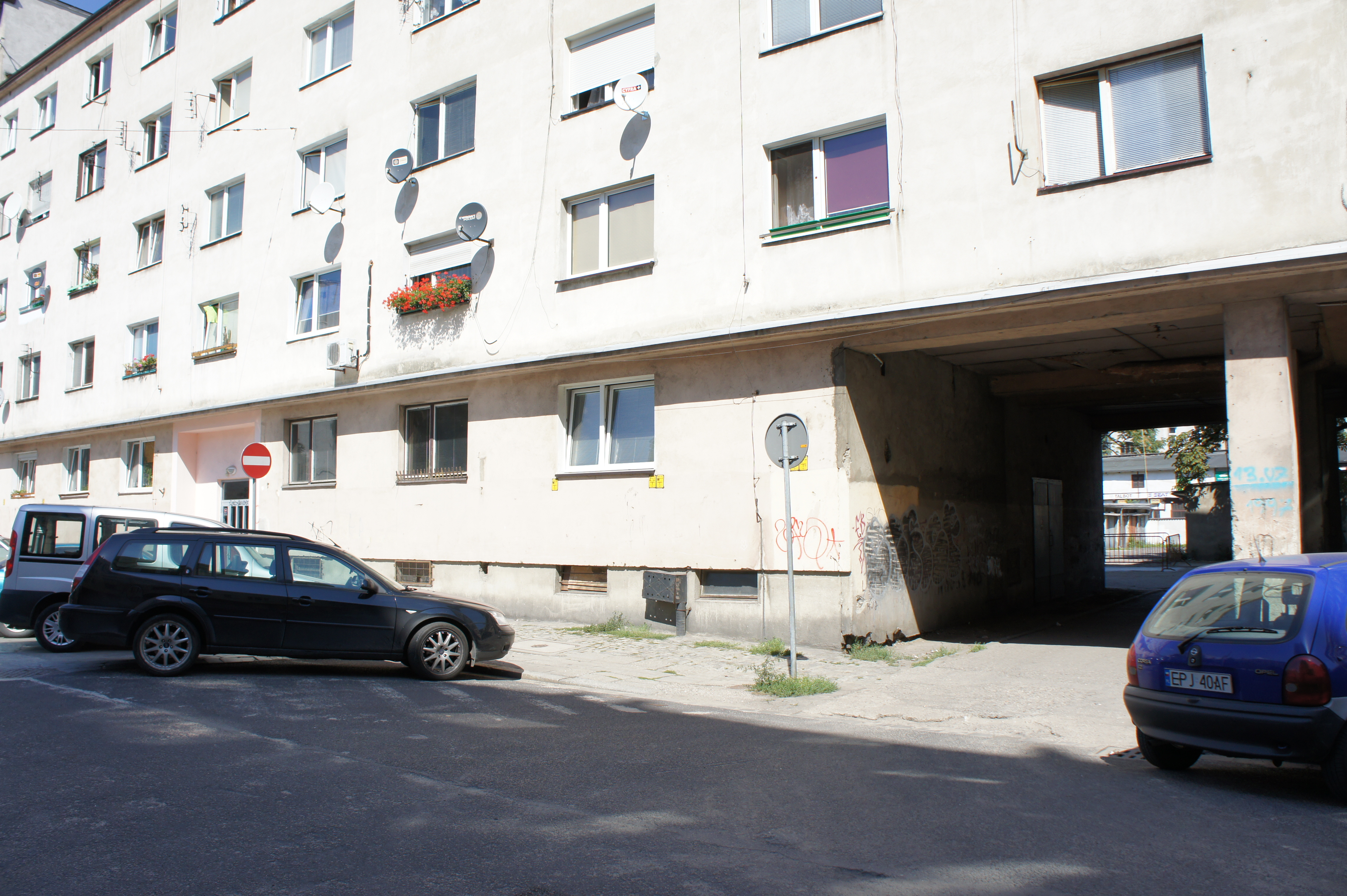
Przejazd bramowy ul. Kniaziewicza 32-34

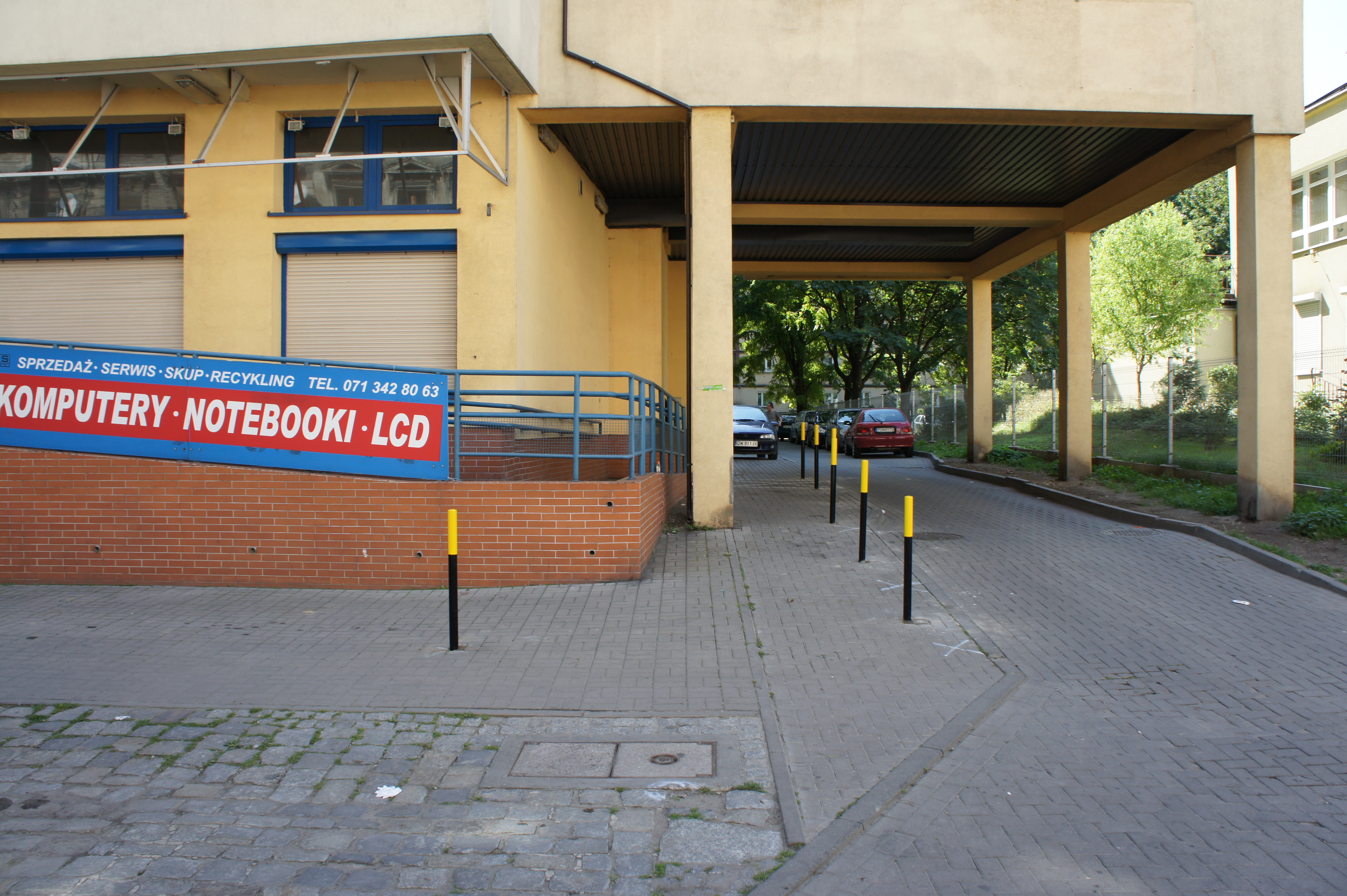
Przejazd bramowy ul. Kniaziewicza 37

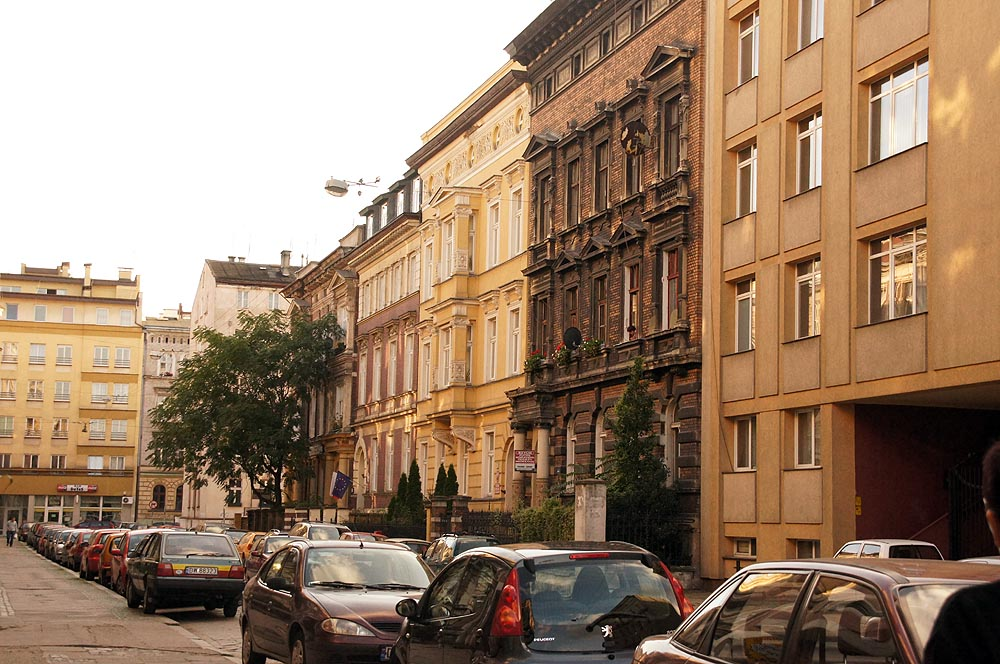
Ul. Hercena, w tle ul. Kniaziewicza

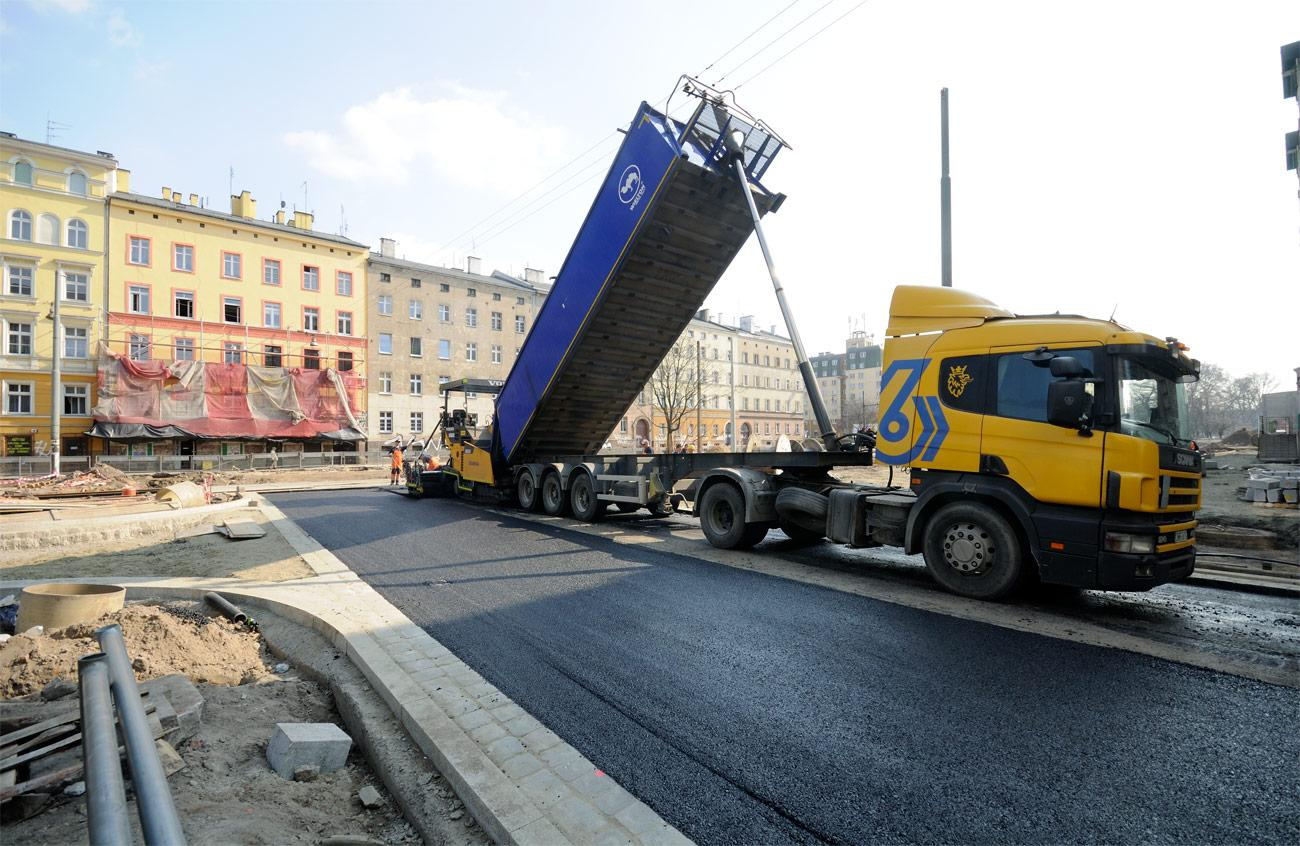
Przebudowa, koniec ul. Kniaziewicza

Ulica gen. Karola Kniaziewicza przebiega przez osiedle Przedmieście Oławskie w dawnej dzielnicy Krzyki. Jest drogą publiczną, której przypisano kategorię drogową jako gminną (numer drogi: 105512D, numer ewidencyjny drogi: G1055120264011), klasy dojazdowej. Łączy ulicę Dworcową z ulicą gen. Kazimierza Pułaskiego. Ma 454 m długości, a zajmuje powierzchnię dwóch działek ewidencyjnych: nr 48 (od ulicy Dwrocowej do ulicy gen. Jana Henryka Dąbrowskiego) wynoszącą 1 905 m2, oraz nr 47 (od ulicy gen. Jana Henryka Dąbrowskiego do ulicy gen. Kazimierza Pułaskiego) wynoszącą 4 193 m² (łącznie 6098 m²). Położona jest na terenie o wysokości bezwzględnej od około 117,4 do 117,8 m n.p.m.. Pojedyncza jezdnia ulicy posiada nawierzchnię brukowaną z kamiennej kostki granitowej, z wyłączeniem kilku odcinków, głównie przy skrzyżowaniach i przejściach dla pieszych, na których wykonano nawierzchnię z masy bitumicznej. Ulica na całej swojej długości (z wyłączeniem samych skrzyżowań z głównymi przecznicami: Dworcową, gen. Jana Henryka Dąbrowskiego i gen. Kazimierza Pułaskiego) objęta jest strefą ograniczenia prędkości do 30 km/h. Jest ulicą jednokierunkową z możliwością jazdy z zachodu (od ulicy Dworcowej) na wschód (do ulicy gen. Kazimierza Pułaskiego). Wzdłuż ulicy dopuszczony jest kontraruch rowerowy w powiązaniu z drogami drogami rowerowymi wyznaczonymi w ramach wyżej wymienionych przecznic.

## Układ urbanistyczny
Ulica gen. Karola Kniaziewicza przebiega przez obszar zabudowy śródmiejskiej, w strefie centralnej, gęsto wypełniony tkanką miejską, charakteryzującej się przemieszaniem zabudowy o podstawowej funkcji mieszkaniowej z zabudową także o innym przeznaczeniu, przede wszystkim zabudową mieszkalno-usługową.
Obszar zabudowy przez który przebiega ulica gen. Karola Kniaziewicza uznawany jest za teren o zdefiniowanym układzie kompozycyjnym, z liniowymi i kwartałowymi elementami go tworzącymi. W układzie urbanistycznym dominuje ukształtowanie bloków urbanistycznych w postaci kwartałów zabudowy, w ramach których umiejscowiono funkcje reprezentacyjne na zewnątrz kwartału, a funkcje użytkowe do wewnątrz. Dominuje tu pierzejowa, zwarta zabudowa wzdłuż ulic, ale z występującymi zaburzeniami w postaci luk w zabudowie, czy budynków mieszkalnych z okresu PRL. Wskazuje się ponadto na gęstą sieć uliczną i linii transportu publicznego. Ulica przebiega przez obszar zabudowy średniowysokiej do 25 m, przy czym w ramach tej strefy wyznaczono tu śródmiejski obszar podwyższenia wysokości zabudowy.

## Zabudowa i zagospodarowanie
Przy ulicy przeważa zabudowa pierzejowa budynków mieszkalnych i mieszkalno-usługowych, w tym kamienic, o wysokości od czterech do ośmiu kondygnacji nadziemnych, z wyjątkiem budynku żłobka o dwóch kondygnacjach nadziemnych. Sam żłobek to budynek o powierzchni zabudowy wynoszącej 619 m², położony na terenie o powierzchni 3 427 m², następnie zagospodarowany dla potrzeb niepublicznych zakładów opieki zdrowotnej i innych. Pod numerem 19 znajduje się budynek biurowy, cofnięty względem linii zabudowy, o czterech kondygnacjach nadziemnych i powierzchni zabudowy wynoszącej 533 m², w którym mieści się siedziba Przedsiębiorstwa Robót Kolejowych i Inżynieryjnych, a obecnie TRAKCJA PRKiI S.A. . Ponadto wśród współczesnych budynków tworzących pierzeje ulicy można wymienić budynek Kniaziewicza 16, o siedmiu kondygnacjach nadziemnych, z mieszkaniami od 28 do 57 m².
Postuluje się uzupełnienie występujących luk w pierzejach poprzez nową zabudowę dostosowaną do linii zabudowy i gabarytów budynków.

## Ochrona i zabytki
Ulica przebiega na terenie Przedmieścia Oławskiego wpisanego jako obszar do rejestru zabytków dnia 20.06.2005 r. decyzją o wpisie nr 538/A/05. W ramach wskazanego obszaru ochronie podlega przede wszystkim układ przestrzenny kształtowany od XIII do XIX wieku.
Przy ulicy i w najbliższym sąsiedztwie znajdują się następujące zabytki ujęte w gminnej ewidencji zabytków (według stanu na kwiecień 2022 r.):
| obiekt, położenie                                                                                        | powstanie, rodzaj ochrony                                          | fotografia |
| --- | ------------------------------------------------------------------ | ---------- |
| strona północna                                                                                          |                                                                    |            |
| Kamienica, obecnie budynek mieszkalny z częściowo usługowym przyziemiem ulica Dworcowa 8                 | około 1880 r. rodzaj ochrony: gez, mpzp                            |            |
| Kamienica ulica gen. Karola Kniaziewicza 6                                                               | około 1890 r. rodzaj ochrony: gez, mpzp                            |            |
| Kamienica ulica gen. Karola Kniaziewicza 8                                                               | około 1890 r. rodzaj ochrony: gez, mpzp                            |            |
| Kamienica ulica Aleksandra Hercena 16                                                                    | około 1908 r. rodzaj ochrony: gez, mpzp                            |            |
| Kamienica ulica gen. Karola Kniaziewicza 12                                                              | około 1905 r. rodzaj ochrony: gez, mpzp                            |            |
| Kamienica ulica gen. Karola Kniaziewicza 14                                                              | około 1910 r. rodzaj ochrony: gez, mpzp                            |            |
| Kamienica ulica gen. Karola Kniaziewicza 18                                                              | około 1890 r. rodzaj ochrony: gez, mpzp                            |            |
| Kamienica ulica gen. Karola Kniaziewicza 20                                                              | około 1880 r. rodzaj ochrony: gez, mpzp                            |            |
| Kamienica ulica gen. Karola Kniaziewicza 24                                                              | około 1890 r. rodzaj ochrony: gez, mpzp                            |            |
| Kamienica ulica gen. Karola Kniaziewicza 24a                                                             | około 1890 r. rodzaj ochrony: gez, mpzp                            |            |
| Kamienica ulica gen. Karola Kniaziewicza 26                                                              | około 1890 r. rodzaj ochrony: gez, mpzp                            |            |
| Kamienica ulica gen. Karola Kniaziewicza 28-30                                                           | około 1880 r. rodzaj ochrony: gez, mpzp                            |            |
| Kamienica ulica gen. Karola Kniaziewicza 36                                                              | około 1880 r. rodzaj ochrony: gez, mpzp                            |            |
| Kamienica ulica gen. Karola Kniaziewicza 38                                                              | około 1880 r. rodzaj ochrony: gez, mpzp                            |            |
| Kamienica ulica gen. Karola Kniaziewicza 40                                                              | około 1880 r. rodzaj ochrony: gez, mpzp                            |            |
| strona południowa                                                                                        |                                                                    |            |
| Kamienica, obecnie budynek mieszkalny z usługowym przyziemiem ulica Dworcowa 10                          | około 1880 r. rodzaj ochrony: gez, mpzp                            |            |
| Kamienica ulica gen. Karola Kniaziewicza 1                                                               | około 1890 r. rodzaj ochrony: gez, mpzp                            |            |
| Kamienica ulica gen. Karola Kniaziewicza 7                                                               | około 1880 r. rodzaj ochrony: gez, mpzp                            |            |
| Kamienica ulica gen. Karola Kniaziewicza 11                                                              | około 1880 r. rodzaj ochrony: gez, mpzp                            |            |
| Kamienica ulica gen. Karola Kniaziewicza 13                                                              | około 1880 r. rodzaj ochrony: gez, mpzp                            |            |
| Kamienica ulica gen. Karola Kniaziewicza 15                                                              | około 1880 r. rodzaj ochrony: gez, mpzp                            |            |
| Kamienica ulica gen. Karola Kniaziewicza 15a                                                             | około 1880 r. rodzaj ochrony: gez, mpzp                            |            |
| Kamienica ulica gen. Karola Kniaziewicza 17                                                              | około 1880 r. (1877 r.) rejestr zabytków nr A/6014 z 21.07.2016 r. |            |
| Oficyna mieszkalna, obecnie budynek mieszkalny (częściowo użytkowany) ulica gen. Karola Kniaziewicza 17a | około 1905 r. rodzaj ochrony: gez, mpzp                            |            |
| Kamienica ulica gen. Karola Kniaziewicza 27                                                              | około 1880 r. rodzaj ochrony: gez, mpzp                            |            |
| Kamienica ulica gen. Karola Kniaziewicza 39                                                              | około 1890 r. rodzaj ochrony: gez, mpzp                            |            |

Ponadto można wspomnieć, że w wojewódzkiej ewidencji zabytków, na dzień daty dostępu, widnieją wpisy kamienic o numerach adresowych 10 i 44, które nie widnieją w innych ewidencjach, ani też nie ma takich punktów adresowych, co prawdopodobnie jest zaszłością. Dla numeru 10 może to być dawny nieistniejący, drugi numer adresowy w budynku przy ulicy Aleksandra Hercena 16, a dla numeru 44 rozebrana kamienica położona za współcześnie ostatnim numerem po stronie północnej tj. za numerem 40.

## Baza TERYT

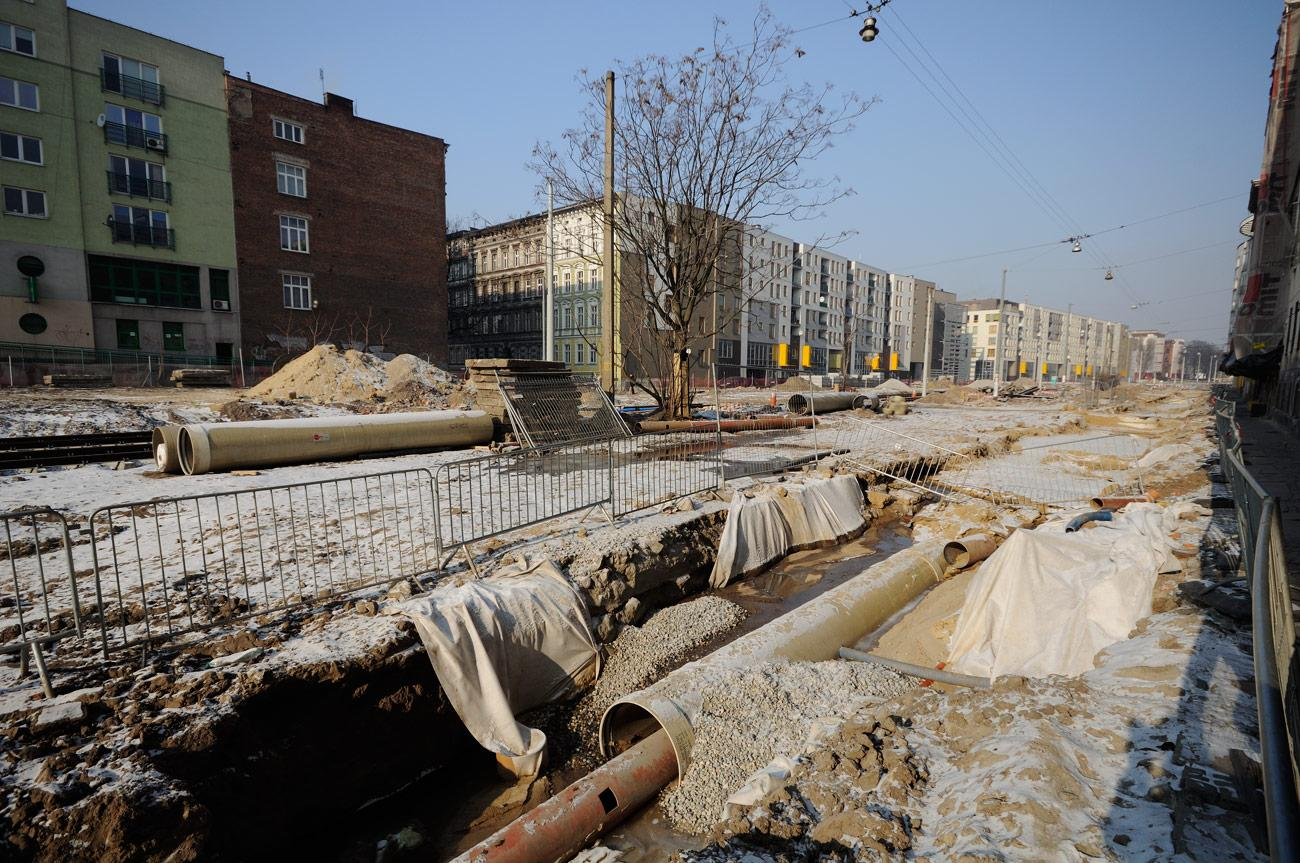
Przebudowa ul. Pułaskiego, w lewo koniec ul. Kniaziewicza

Dane Głównego Urzędu Statystycznego z bazy TERYT, spis ulic (ULIC):
- województwo: DOLNOŚLĄSKIE (02)
- powiat: Wrocław (0264)
- gmina/dzielnica/delegatura: Wrocław (0264011) gmina miejska; Wrocław-Krzyki (0264039) delegatura
- Miejscowość podstawowa: Wrocław (0986283) miasto; Wrocław-Krzyki (0986544) delegatura
- kategoria/rodzaj: ulica
- Nazwa ulicy: ul. gen. Karola Kniaziewicza (03674)[14][138].